# Amber Linux
Amber Linux a fost o distribuție Linux bazată pe Debian pentru utilizatorii de limbă lituaniană.  Distribuția folosea pachete în format .deb și implicit folosea ca interfață cu utilizatorul mediul desktop GNOME.  Ultima versiune disponibilă a fost Amber Linux 2.0 și a fost lansată la 20 decembrie 2004.